# Stadion De Geusselt
Stadion de Geusselt is het voetbalstadion van de Nederlandse voetbalclub MVV Maastricht. Het is de opvolger van het roemruchte stadion ‘De Boschpoort’ waar MVV Maastricht tussen 1911 en 1961 haar wedstrijden in de hoogste divisies afwerkte. Stadion de Geusselt ligt in het gelijknamige Geusseltpark aan het Stadionplein aan de noordoostkant van Maastricht, dicht bij de monding van de Koning Willem-Alexandertunnel aan de A2. Het stadion dankt zijn naam aan het nabijgelegen Kasteel Geusselt. ‘De Geusselt’, zoals het stadion in de volksmond wordt genoemd, telde aanvankelijk 18.000 plaatsen. Na een grondige renovatie in de jaren '80 en '90 is de capaciteit teruggebracht naar 10.000 zitplaatsen.

## Geschiedenis

### Jaren 1950 en '60: aanbesteding en bouw
Na de Tweede Wereldoorlog bleek het oude Stadion De Boschpoort van MVV niet meer te voldoen. In 1950 legde het Maastrichtse gemeentebestuur aan de gemeenteraad een plan voor, dat tot doel had een geheel nieuw sportpark, inclusief voetbalstadion, aan te leggen aan de rand van Maastricht-Oost. Dit plan kreeg de voorkeur boven uitbreiding van De Boschpoort, dat omringd was door fabrieken die maar al te graag op het terrein wilden uitbreiden.
Het beoogde nieuwe terrein lag in de wijk Wittevrouwenveld, pal naast de autosnelweg (E9/A2), die toen nog abrupt eindigde op dit punt. Het terrein had een oppervlakte van 25 hectare, voldoende voor een multifunctioneel voetbalterrein met staantribunes voor 10.000 toeschouwers, later uit breiden tot een volwaardig stadion. De verwervings- en aanlegkosten van het terrein en het gereedmaken van het terrein bedroegen ƒ. 585.000,-. In de plannen werd ook melding gemaakt van de aanleg van verscheidene voetbal-, handbal-, korfbal- en tennisvelden in de directe omgeving van het sportpark. Het stadion zou de naam krijgen van het nabijgelegen Kasteel Geusselt en de plaatselijke benaming 'Geusselterveld'.
De totale kosten werden geschat op 1,5 miljoen gulden. Het ontwerp was van stadsarchitect Frans Dingemans. Uitvoerder was Tummers Betonbouw. Met de bouw werd in 1960 begonnen. In de voorbereidingsfase werd tevens besloten om een sintelbaan en athletiekaccommodatie om het veld aan te leggen voor het houden van (internationale) athletiekwedstrijden. De athletiekbond KNAU keurde de sintelbaan echter af voor officiële wedstrijden vanwege de aanhoudende wateroverlast aangezien het terrein in de winterbedding van de Maas lag. Het speelveld werd echter wel ontwaterd en onder de grasmat van het veld werd een drainagesysteem aangebracht die het overtollige water via een pomp afvoerde naar de achter het stadion liggende vijver. In de zomer kon de pompfunctie omgedraaid worden om het veld te besproeien bij droogte.
De totale capaciteit van het stadion bedroeg 18.000, waarvan 1.525 overdekte zitplaatsen, 600 onoverdekte zitplaatsen en 15.500 onoverdekte staanplaatsen. In de bouwplannen werd tevens rekening gehouden met uitbreiding van de capaciteit naar maximaal 25.000 toeschouwers. Dat was nodig omdat MVV in die tijd een toonaangevende club was in de pas opgerichte Eredivisie waardoor de publieke belangstelling al jaren groeide. Voor de hoofdingang van het stadion was uit het oogpunt van de toenemende toeschouwersaantallen een parkeerplaats gerealiseerd voor 1.000 auto’s, vijftig autobussen en 5.500 fietsen. Voor het beheer en onderhoud van Sportpark Geusselt,  inclusief het stadion, werd de Gemeentelijke Sportstichting van Maastricht opgericht. De eerste directeur was Karel Bruijnzeels, die zijn kantoor tijdelijk in het stadion had.

### 1961: opening en eerste wedstrijd
Het stadion werd geopend op 15 januari 1961 en ingewijd met een 2-0 overwinning op Willem II. Ten tijde van de opening was het stadion nog niet helemaal af. De hoofdtribune moest nog worden afgebouwd. Tijdens de openingswedstrijd waren er toch 13.000 toeschouwers aanwezig. De wedstrijd stond onder leiding van scheidsrechter Martens, MVV won en de doelpunten werden gescoord door Mattie Pieters (1-0, eerste doelpunt in het stadion) en Gerard (“Pummie”) Bergholz (2-0). De kaartverkoop en de toegang tot het stadion waren tijdens de afbouw van de hoofdtribune nog aan de achterzijde gelegen. De toenmalige toegangsprijzen waren: staanplaats eerste rang (lange zijde): ƒ. 1,75; staanplaats tweede rang (achter de doelen): ƒ. 1,50; staanplaats bejaarden: ƒ. 1,00; 'jongensrang': ƒ. 0,50. Op 5 maart 1961 werd met de wedstrijd MVV-ADO, de onoverdekte zittribune (hoofdtribune) voor het eerst gebruikt, waarmee de capaciteit was gestegen naar 18.000 toeschouwers.

### Jaren '70: modernisering
Omdat veel wedstrijden in de profdivisies inmiddels in de avonduren bij kunstlicht werden gespeeld, ontstond ook in Maastricht de behoefte aan een verlichtingsinstallatie. Op 9 oktober 1975 werden de lichtmasten geplaatst. Het ontsteken van de lichtmasten werd gefaseerd uitgevoerd om een te hoge belasting te voorkomen en de benodigde stroom werd afgenomen van de ter plaatse aanwezige kabels van de straatverlichting die in een ringleiding in het looppad binnen het stadion lagen. Op 8 november 1975 knipte burgemeester Fons Baeten voor aanvang van de eerste kunstlichtwedstrijd MVV-FC Twente (2-1) het lint door bij de ingebruikname van de installatie.
Inmiddels was de staantribune aan “de lange zijde” van het speelveld geheel overdekt gemaakt door staalbouw Frijns. De aansluitende onoverdekte staantribunes achter beide doelen bleven onveranderd. Medio 1978, bij de wedstrijd MVV-Ajax (1-0), werd een elektronische lichtkrant inclusief klok, tussenstand en overzicht van de overige gespeelde wedstrijden aan de noordzijde van het stadion geplaatst en in gebruik genomen. Het bord werd bediend vanuit de omroepcabine boven in de overdekte hoofdtribune.

### Jaren '80 en '90: nieuwbouw of renovatie?
In 1982 degradeerde MVV naar de Eerste Divisie en dat luidde het begin in van een omvangrijke sanering van de club waarbij ook het inmiddels verouderde Geusseltstadion onder de loep werd genomen. Er waren concrete plannen om een nieuw stadion in de wijk Randwyck te bouwen. Daardoor zou Maastricht een stadion krijgen dat geheel zou zijn overkapt, wat een wereldprimeur zou zijn geweest. Het plan van Leon Melchior om De Geusselt te verbouwen tot een overdekt, multifunctioneel complex met een capaciteit van 30.000 toeschouwers werd echter door de gemeente en de KNVB van tafel geveegd.
In plaats daarvan werd De Geusselt ingrijpend gereconstrueerd. Kernpunt van de renovatie was het 90 graden draaien van het speelveld, het laten verdwijnen van de sintelbaan, de bouw van 2 nieuwe zittribunes aan de lange zijden van het veld en de bouw van ruimten voor sponsoren en supporters. De totale kosten van de renovatie bedroegen 10 miljoen gulden. Op 11 juli 1986 werd groen licht gegeven. Tijdens de bouw waren alleen de tribunes (zit- en staantribune) achter de beide doelen voor toeschouwers beschikbaar omdat aan de lange zijden nieuwe tribunes werden opgetrokken. In de zomer van 1987 vierde MVV de feestelijke opening met de vriendschappelijke wedstrijd MVV-Dynamo Dresden. Het stadion telde toen 11.000 plaatsen.
Dat aantal bleek in het begin van de jaren 90, toen MVV hoge ogen gooide in de Eredivisie, regelmatig te klein. Daarom werden vóór de oude hoofdtribune (inmiddels omgedoopt tot Maastribune) noodtribunes geplaatst die alleen tijdens topwedstrijden (zoals tegen Ajax, PSV en Feyenoord in gebruik waren. In het seizoen 1994/95 werd een begin gemaakt met de afbraak van het dak van de Maastribune, omdat door instortingsgevaar en lekkages een reëel probleem was ontstaan. In 1996 werden nieuwe plannen ontvouwd om de directe omgeving van het stadion te herontwikkelen. Daarmee kreeg de Geusselt een nieuw aanzien: voor de Maastribune werd een bedrijvencentrum gerealiseerd en de tribune werd overkapt. In het kader van de bouw van het nieuwe bedrijvencentrum voor het stadion werden nieuwe toegangen gerealiseerd.
Begin 1998 besloot de KNVB dat de staantribunes van alle profstadions in Nederland moesten worden omgebouwd tot zittribune. Als gevolg van dat besluit mocht MVV vanaf 1 augustus 1999 geen gebruik meer maken van de Noordtribune. Vooralsnog kreeg MVV dispensatie van de KNVB en MVV lostte het probleem op door van een bevriende Limburgse club een partij tweedehandse stoeltjes over te nemen. De vernieuwingen en renovaties naderden in 1998 hun einde en de nieuwe tribunes kregen de namen Hoofd/Ere-, Boschpoort- en Maastribune, terwijl de Noordtribune nog gedeeltelijk als staantribune gehandhaafd bleef.

### Jaren '00 en '10: verdere aanpassingen
In 2000 werd een aanvang gemaakt met de realisatie van nieuwe kantoren aan de achterzijde van de Hoofdtribune: het Westpark. Daarvoor werd het oude gebouw afgebroken. Een tijdelijk onderdak voor het sponsoren werd gevonden in Café Amstel Plaza in Bedrijvencentrum Geusselt aan de voorzijde van het Stadion. Bovendien werd de oude Noordtribune met staanplaatsen afgebroken en vervangen door een nieuwe tribune met zitplaatsen. Het stadion werd daarmee een ‘all-seater’. Op 5 oktober 2001 werd de nieuwe Noordtribune tijdens de wedstrijd MVV-Volendam in gebruik genomen. De 4 open hoeken van het stadion werden dichtgemaakt door middel van de bouw van kantoorgebouwen. Onder de Hoofdtribune werd een geheel nieuwe ruimte in gebruik genomen ten behoeve van sponsoractiviteiten. Boven de Hoofdtribune werden businessloges gerealiseerd. In 2002 werd ook de bestaande verouderde verlichtingsinstallatie vervangen. De nieuwe masten werden verankerd in de hoekgebouwen en hebben een hoogte van 27,6 meter. De verlichting van de masten wordt vanuit een centrale ruimte, onder de Angelsidetribune, gefaseerd in 3 stappen, per mast, ingeschakeld (10, 20, 30 lampen). Nu deze belangrijke voorziening gerealiseerd was, kwam de modernisering van de facilitaire ruimten onder de Maastribune aan de beurt. In 2003 werd begonnen met het opnieuw inrichten en verbouwen van de was-, kleed- en massageruimten t.b.v. de spelers, een doktersruimte, een ruimte voor de arbitrage, een nieuw pershome, stewardruimte en archief, waarbij rigoureus werd vernieuwd en gewijzigd volgens huidige normen. Voor aanvang van het voetbalseizoen 2004/2005 kon MVV tijdens de Open Dag de metamorfose van het Stadion Geusselt aan de supporters en andere belangstellenden tonen. Het Geusseltstadion nodigde uit tot een intensief gebruik waarvan ook andere ploegen dan MVV Maastricht gretig gebruik maakten. Zo speelde een team van Formule 1 coureurs met o.m. Michael Schumacher in een bijna uitverkocht stadion tegen een team van Nederlandse en Belgische prominenten (met in de goal Jean-Marie Pfaff). Uitslag: 5-5. Kaartjes voor de kwalificatieinterlands van Jong Oranje met Jong Bulgarije (2012) en Jong Luxemburg (2014) vonden ook gretig aftrek.
In de jaren ’10 kreeg de Maastribune een nieuwe naam: Angelsidetribune, een verwijzing naar de roemruchte harde kern van MVV-supporters uit de jaren ’70, ’80 en ’90. In 2015 werden ten laatste bijna alle hekken rondom het veld weggehaald wat de toegankelijkheid voor het publiek enorm verbeterde. In 2016 werd het speelveld in het stadion vervangen door een kunstgrasveld. Dat biedt MVV de mogelijkheid om in het stadion te trainen. Ten gevolge van deze vernieuwing spelen de jeugdelftallen nu regelmatig in het stadion en worden op het speelveld ook andere activiteiten georganiseerd. In 2017 werd de nieuwe Sporthal Geusselt, die tegen de Boschpoorttribune van het stadion is aangebouwd, geopend. Daardoor is het stadion nu aan alle kanten ingesloten door gebouwen.

## Interlands
| #  | Datum       | Wedstrijd                       | Uitslag | Competitie                      |
| -- | ----------- | ------------------------------- | ------- | ------------------------------- |
| 1. | 5 juni 2012 | Jong Nederland – Jong Bulgarije | 5 – 0   | Kwalificatie U21 EURO 2013/2014 |
| 2. | 3 juni 2014 | Jong Nederland – Jong Luxemburg | 3 – 1   | Kwalificatie U21 EURO 2013/2014 |

Abe Lenstra Stadion (sc Heerenveen) ·
De Adelaarshorst (Go Ahead Eagles) ·
AFAS Stadion (AZ) ·
Erve Asito (Heracles Almelo) ·
Euroborg (FC Groningen) ·
Stadion Feijenoord (Feyenoord) ·
Fortuna Sittard Stadion (Fortuna Sittard) ·
Stadion Galgenwaard (FC Utrecht) ·
De Goffert (N.E.C.) ·
De Grolsch Veste (FC Twente) ·
Johan Cruijff ArenA (Ajax) ·
Het Kasteel (Sparta Rotterdam) ·
Koning Willem II Stadion (Willem II) ·
MAC³PARK stadion (PEC Zwolle) ·
Mandemakers Stadion (RKC Waalwijk) ·
Philips Stadion (PSV) ·
Rat Verlegh Stadion (NAC Breda) ·
Yanmar Stadion (Almere City FC)
AFAS Trainingscomplex (Jong AZ) ·
Bingoal Stadion (ADO Den Haag) · 
Frans Heesen Stadion (TOP Oss) ·
GelreDome (Vitesse) ·
De Geusselt (MVV Maastricht) ·
GS Staalwerken Stadion (Helmond Sport) ·
De Herdgang (Jong PSV) ·
Jan Louwers Stadion (FC Eindhoven) ·
Covebo Stadion - De Koel - (VVV-Venlo) · 
Kooi Stadion (SC Cambuur)  · 
Kras Stadion (FC Volendam) ·
M-Scores Stadion (FC Dordrecht) ·
De Oude Meerdijk (FC Emmen) ·
Parkstad Limburg Stadion (Roda JC Kerkrade) ·
711 Stadion (Telstar) ·
De Toekomst (Jong Ajax) ·
Van Donge & De Roo Stadion (Excelsior)
De Vijverberg (De Graafschap) ·
De Vliert (FC Den Bosch) ·
Sportcomplex Zoudenbalch (Jong FC Utrecht) ·
AFAS Trainingscomplex (AZ Vrouwen) ·
Bingoal Stadion (ADO Den Haag Vrouwen) ·
Het Diekman (FC Twente Vrouwen) ·
Fortuna Sittard Stadion (Fortuna Sittard Vrouwen) ·
De Herdgang (PSV Vrouwen) ·
711 Stadion (Telstar Vrouwen) ·
Skoatterwâld (sc Heerenveen Vrouwen) ·
Sportpark Be Quick '28 (PEC Zwolle Vrouwen) ·
De Toekomst (Ajax Vrouwen) ·
Van Donge & De Roo Stadion (Excelsior Vrouwen) ·
Varkenoord (Feyenoord Vrouwen)
Zoudenbalch (FC Utrecht Vrouwen)
Alkmaarderhout (Alkmaar '54/AZ '67/AZ) ·
Amsterdamsestraatweg (Elinkwijk) ·
De Baandert (Sittardia/FSC/Fortuna Sittard) ·
Beatrixstraat (NAC) ·
De Berckt (SC Venlo'54/VVV) ·
Berg & Bos (AGOVV/AGOVV Apeldoorn) ·
Birkhoven (SC Amersfoort/HVC) ·
De Blauwe Kei (Baronie) ·
Bornsestraat (Heracles/SC Heracles '74) ·
De Boschpoort (MVV) ·
Botenlaan (Brabantia) ·
De Braak (Helmondia '55/Helmond Sport) ·
Brasserskade (DHC) ·
Breestraat (KFC/FC Zaanstreek) ·
Buiksloterbanne (De Volewijckers) ·
Cambuurstadion (SC Cambuur/Leeuwarden) ·
Damlaan (Hermes DVS) ·
Het Diekman (SC Enschede/FC Twente) ·
Duinhorst (Den Haag/Flamingo's '54) ·
Esserberg (Be Quick) ·
Fatimastraat (Baronie) ·
FC Twente-trainingscentrum (FC Twente Vrouwen) ·
Stadion Feijenoord (SVV) ·
Floreslaan (Fortuna Vlaardingen/FC Vlaardingen '74) ·
Frankelandsedijk (SVV) ·
Galgenwaard (DOS/Velox) ·
Gemeentelijk Sportpark Hilversum (SC 't Gooi/SC Gooiland/Hilversum) ·
Gemeentelijk Sportpark Tilburg (Willem II/NOAD) ·
Haarlemstadion (HFC Haarlem) ·
Harga (Hermes DVS/SVV) ·
Heekpark (SC Enschede/Enschedese Boys) ·
Heekstraat (Rigtersbleek) ·
Heerlenersteenweg (Juliana) ·
De Heikant (Achilles '29/Achilles '29 Vrouwen) ·
Het Heuveltje (Oldenzaal) ·
Hoornseveld (ZFC) ·
Houtrust (Holland Sport/SHS) ·
Houtsdonk (Helmond) ·
Industriestraat (NOAD) ·
Irislaan (VC Vlissingen/VCV Zeeland) ·
Jonkerbergstraat (Roda Sport) ·
Kaalheide (Rapid '54/Rapid JC/Roda JC/Roda JC Vrouwen) ·
Het Kasteel (Xerxes) ·
Kikkerpolder (UVS) ·
De Koeburg (Zeist) ·
Koning Willem II Stadion (Willem II Vrouwen) ·
Koningsweg (Velox) ·
De Koel (VVV-Venlo Vrouwen) ·
De Koog (FC Zaanstreek) ·
De Kraal (VVV/FC VVV) ·
Krommedijk (D.F.C./DS '79/SVV/Dordrecht '90) ·
J.H. Kruisstraat (Heerenveen/sc Heerenveen) ·
Laan van Vollering (DHC) ·
De Langeleegte (SC Veendam) ·
Leenderweg (De Valk) ·
Liesbosweg (Utrecht) ·
't Lood (AZ Vrouwen) ·
De Luiten (RBC) ·
Oosterenkstadion (Zwolsche Boys/PEC Zwolle) ·
Oosterpark (GVAV/Oosterparkers/FC Groningen) ·
Mauritsstadion (Fortuna '54/FSC) ·
De Meer (Ajax) ·
Mosveld (De Volewijckers) ·
Nieuw-Monnikenhuize (Vitesse) ·
Noordersportpark (EDO) ·
Olympia (RKC Waalwijk) ·
Olympisch Stadion (Blauw-Wit/Amsterdam/DWS/FC Amsterdam) ·
Olympisch Stadion (bijveld) (Blauw-Wit/DWS/FC Amsterdam) ·
De Planeet (SC Drente/Zwartemeer) ·
RBC-Stadion (RBC) ·
Reeweg (Emma) ·
Rolduckerstraat (Kerkrade/Roda Sport) ·
Rozenoord (DOSKO) ·
Sittardia-terrein (Sittardia) ·
Schoonenberg (Stormvogels/VSV/AZ Vrouwen/SC Telstar VVNH) ·
Spaarndammerdijk (DWS) ·
Straatweg (EBOH) ·
Aan de spoorbrug (LONGA) ·
Sportparklaan (RCH) ·
Stadspark (Velocitas) ·
Thomassen-terrein (Rheden) ·
Veemarktterrein (FC Utrecht) ·
Veldwijk (Twentse Profs/Tubantia) ·
Venweg (Limburgia) ·
De Vliert (BVV) ·
Volkspark (Enschedese Boys) ·
De Vrolijkheid (PEC Zwolle/Zwolsche Boys) ·
Wageningse Berg (Wageningen/FC Wageningen) ·
Walvisstraat (ONA) ·
Wassenaarseweg (UVS) ·
Westzanerdijk (ZFC) ·
De Wolfsdonken (Wilhelmina) ·
Xerxesweg (Xerxes) ·
Zuidendijk (EBOH) ·
Zuiderpark (ADO Den Haag)